# Saiph

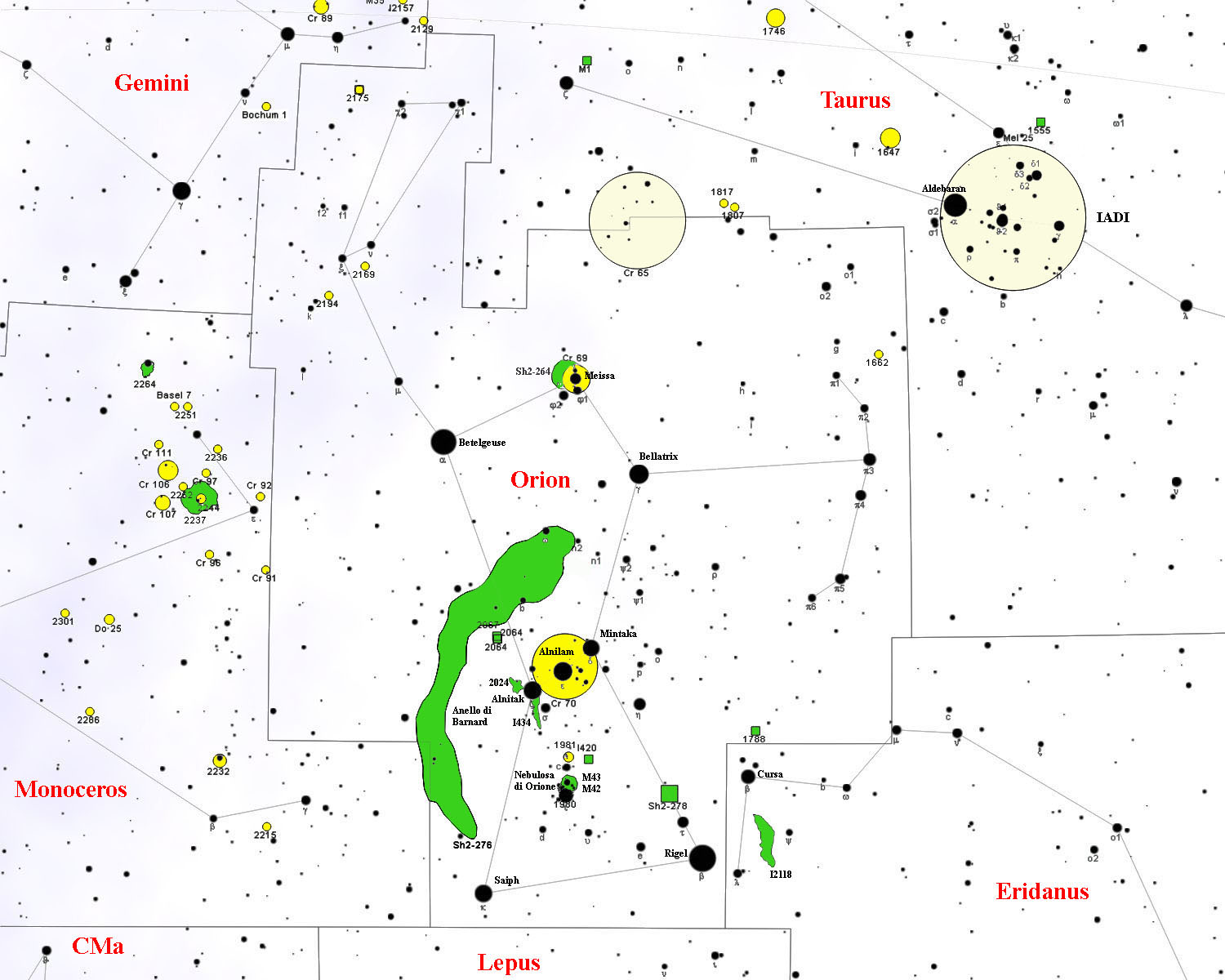
Saiph a la seva constel·lació

Saiph (Kappa d'Orió / κ Orionis) és la sisena estrella més brillant de la constel·lació d'Orió amb magnitud aparent +2,06. El seu nom prové de l'àrab saif l'Jabbar, que significa "espasa del gegant". Es troba a uns 720 anys llum de distància de la Terra.
Amb una temperatura superficial de 26.000 K, Saiph és una supergegant blava lluminosa de tipus espectral B0.5 Ia, la lluminositat inclou una gran part de la seva radiació emesa en l'ultraviolat, que és 65.000 vegades major que la del Sol. El seu diàmetre angular ha estat mesurat i ha permès obtenir directament el valor del seu radi, 11 vegades més gran que el radi solar. La seva enorme lluminositat comporta una gran massa, al voltant de 15 o 17 masses solars, el que implica que Saiph, després de passar per la fase de supergegant vermella, durà a terme en el seu nucli intern la fusió nuclear d'altres elements a ferro, fent que l'estrella col·lapsi. Finalment esclatarà com una brillant supernova.
Saiph és una estrella lleugerament variable, amb una variació en la seva brillantor de 0,08 magnituds.